# De tre love (AI)
De tre love (engelsk "the three laws of robotics") er foreslåede love inden for AI eller kunstig intelligens til at sikre, at en robot aldrig gør et menneske fortræd. De tre love blev opfundet af forfatteren Isaac Asimov og anvendes bl.a. i hans Foundation-serie og i hans Robot science fiction-univers(er). De kan dog bruges som udgangspunkt for at tale om faktisk sikring af robotter og kunstige intelligenser.
Lovene er som følger:
1. En robot må ikke skade noget menneske eller, ved at undlade at handle, tillade at et menneske bliver skadet.
2. En robot skal adlyde de ordrer, et menneske giver den, undtagen hvor disse ordrer ville stride mod den første lov.
3. En robot skal opretholde sin egen eksistens, medmindre denne selvopholdelse er i modstrid med den første eller den anden lov.

De fungerer som man kan se hierarkisk. Dvs. en robot kan ikke beordres til at dræbe en person (første lov er vigtigere end den anden) men kan beordres til at selvdestruere (den tredje lov er lavere end den anden).

## Den 0. lov
SPOILER: Dette afsnit afslører noget af filmen I, Robot.
Der blev også indført en 0. lov, som ser ud til at være overordnet andre og kunne løse problemer der opstår i den 1. lov (hvis eksempelvis to mennesker er i fare og kun et kan reddes). Den lyder:
0: En robot må ikke skade menneskeheden, eller, ved ikke at gøre noget, lade menneskeheden komme til skade
Pointen er at robotten eller computeren indser at lovene ikke kun bør gælde for den/de mennesker den står overfor, men alle mennesker (så bedst som muligt). Der er altså tale om en tolkning af lovene, hvorfra man deducerer sig frem til den egentlige betydning bag loven – at mennesker som helhed skal holdes skadefri.
I Asimovs bøger betyder det at den centrale computer der styrer menneskeheden sørger for at de folk der er imod computerens nær-perfekte styring og undgåelse af skade ikke får mulighed for at blive hørt (ved at holde dem fra at opnå større økonomiske midler).
I filmen I, Robot (baseret på flere af Asimovs bøger) deducerede den centrale computer sig selv frem til den 0. lov (implicit), og brugte den til at ophæve 1. lov og 2. lov. Centralcomputerens logik var: At for at opfylde 0. lov, var det nødvendigt at menneskeheden kom under administration af robotter, følgelig blev 1. lov og 2. lov tilsidesat overfor de mennesker der modsatte sig det.